# Julius Goerdeler
Julius Goerdeler (* 14. August 1844 in Hamm; † 9. März 1928)  war ein deutscher Richter und Parlamentarier.

## Leben

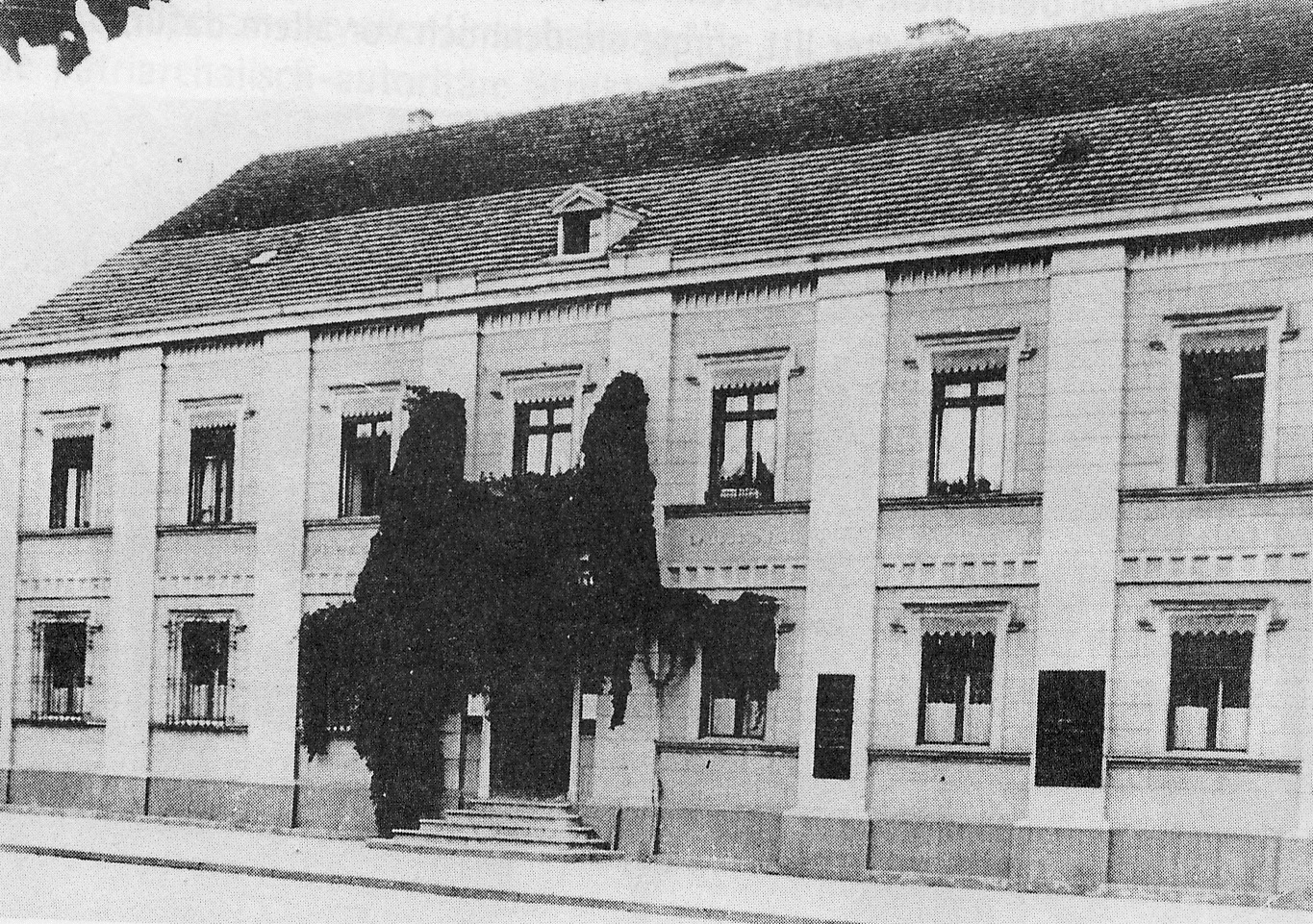
Wohnhaus in Schneidemühl

Julius Goerdeler wuchs in Schneidemühl und Marienwerder auf und besuchte das Königliche Gymnasium zu Marienwerder. Er studierte an der Universität Leipzig und der Friedrich-Wilhelms-Universität Berlin Rechtswissenschaft. Er wurde Mitglied der Corps Guestphalia Leipzig (1865) und Guestphalia Berlin (1867). Nachdem er als Kriegsfreiwilliger und Reserveoffizier aus dem Deutsch-Französischen Krieg 1870/71 heimgekehrt war, heiratete er Adelheid Roloff, eine Tochter des Appellationsgerichtsrats Carl Roloff in Marienwerder. Aus dieser Ehe gingen die vier Söhne Gustav, Franz, Carl und Fritz und die Tochter Else hervor. Nach der Geburt von Carl Friedrich gab Julius Goerdeler seine Tätigkeit als Rechtsanwalt in Schneidemühl auf, um Amtsrichter in Marienwerder und Syndikus der Westpreußischen Landschaft zu werden. Er war Geh. Regierungsrat und saß von 1899 bis 1918 für die Freikonservative Partei im Preußischen Landtag, wo er als Abgeordneter den Wahlkreis Marienwerder 1 (Stuhm – Marienwerder) vertrat.
Nach dem Attentat vom 20. Juli 1944 wurden seine Söhne Carl und Fritz von den Nationalsozialisten hingerichtet. Seine Enkel waren der Wirtschaftsprüfer Reinhard Goerdeler und der Politiker Ulrich Goerdeler.